# دهستان اسماعیلیه شمالی
دهستان اسماعیلیه شمالی، یکی از دهستان‌های بخش اسماعیلیه شهرستان اهواز در استان خوزستان ایران است. مرکز این دهستان، روستای خبینه سفلی است.
نام پیشین این دهستان، اسماعیلیه بوده که در تاریخ ۱۹ مهر ۱۳۹۱ به اسماعیلیه شمالی تغییرنام پیدا کرد.

## جمعیت
بر پایه سرشماری عمومی نفوس و مسکن در سال ۱۳۹۵، جمعیت دهستان اسماعیلیه شمالی برابر با ۱۰٬۰۸۱ نفر بوده است.